# Erodium nanum
Erodium nanum är en näveväxtart som beskrevs av Blatter. Erodium nanum ingår i släktet skatnävor, och familjen näveväxter. Inga underarter finns listade i Catalogue of Life.